# Ray Ellis
Ray Ellis (Filadèlfia (Pennsilvània), 28 de juliol, 1923 - Encino (California), 27 d'octubre, 2008) va ser un productor discogràfic, arranjador, director d'orquestra i saxofonista nord-americà. Va ser responsable de l'orquestració de Billie Holiday's Lady in Satin (1958).

## Biografia
Raymond Spencer Ellis va organitzar molts discos d'èxit als anys 50 i 60. S'hi inclouen clàssics com "A Certain Smile" i "Wild is the Wind" de Johnny Mathis, "Broken Hearted Melody" de Sarah Vaughan i "Standing on the Corner" dels Four Lads. El 1970, va produir el primer LP d'Emmylou Harris, Gliding Bird.
El treball d'Ellis abastava totes les àrees de la música, des dels discos fins al cinema, els anuncis i la televisió. A principis dels anys 60, Ellis va tenir un contracte per produir els seus propis àlbums de discs fàcils d'escoltar amb RCA Victor, MGM i Columbia, el més popular probablement era "Ellis in Wonderland". Els seus crèdits televisius inclouen música temàtica per a NBC News "At Sunrise" amb Connie Chung i la música de fons i incidental de la primera temporada dels dibuixos animats originals de Spider-Man.

## NBC News Today
Ellis també va compondre dos temes ampliats per a "The Today Show", el primer el 1971. Es va utilitzar com a tema de tancament del divendres (i, finalment, el tema a temps complet de l'espectacle) fins a finals de la dècada. Tanmateix, a "Herald Square Music v. Living Music", el Tribunal de Districte del Districte Sud de Nova York "va trobar que l'arranjament instrumental i l'harmonització de la melodia de l'acusat era substancialment similar a la de 'Day by Day", una cançó de Stephen Schwartz de l'encanteri musical. Com a resultat, Ellis va compondre un segon tema de "Today Show" basat en les campanades de la marca NBC. Aquest tema va ser la signatura del programa de la NBC des de 1978 fins a 1985 i ha aparegut irregularment al programa matinal des de llavors.

## Treballa amb Filmation
Utilitzant el nom de la seva dona "Yvette Blais" com a pseudònim, Ellis i Norm Prescott, que van utilitzar el pseudònim "Jeff Michael" després dels seus fills Jeff i Michael) van compondre gairebé tota la música de fons per a l'estudi de dibuixos animats Filmation de 1968 a 1982, segons llibrets de DVD per a "Ark II, Space Academy" i "Jason of Star Command". Abans d'adoptar el pseudònim Yvette Blais, Ellis va utilitzar "Spencer Raymond" a "Fantastic Voyage" de 1968, "George Blais" en algunes de les produccions de "Filmation" de principis dels anys 70 i els seus llargmetratges, i el nom del seu fill adolescent Marc Ellis a The Hardy Boys de 1969. (Marc es convertiria més tard en compositor, ajudant el seu pare sense crèdit a les partitures de "Filmation" rebent crèdit per co-compondre el tema del dibuix animat de Flash Gordon de 1979.) A "Fabulous Funnies" de 1978, Ellis va ser acreditat com "Mark Jeffrey" (al costat de Lou Scheimer sota el pseudònim "David Jeffrey", que va utilitzar ocasionalment als anys 70). Tanmateix, a Ray Ellis se li va atribuir el seu nom real per a la música de fons de "The Archie Show" i Sabrina the Teenage Witch, així com de Star Trek: The Animated Series a principis dels anys setanta.

## Música del programa de jocs
Ellis, que residia a Los Angeles, també va compondre la música per a l'edició nord-americana dels anys 80 del tema Sale of the Century, juntament amb Hot Streak, Scrabble, Scattergories i Time Machine amb el seu fill Marc Ellis, que inclou la partitura de Jack Grimsley de 1980 i la famosa fanfàrria de Reg Grundy Productions al final de cada transmissió; també va compondre el tema a partir de la versió nord-americana de curta durada de Catch Phrase.

## Mort
Ellis va morir per complicacions d'un melanoma el 27 d'octubre de 2008 en un centre de vida assistida a Encino, Califòrnia. Li van sobreviure els fills Marc i Jeffrey.

## Discografia seleccionada
Com a arranjador o director

- Mood Jazz, Joe Castro (1956)
- Lady in Satin, Billie Holiday (1958)
- Chris Connor Sings the George Gershwin Almanac of Song, Chris Connor (1961)
- The Third Album, Barbra Streisand (1963)
- Soul, Lena Horne (1966)
- There Is a Time, Liza Minnelli (1966)
- And I Love Him!, Esther Phillips (1965)
- Seven Letters, Ben E. King (1965)
- Herbie Mann Plays The Roar of the Greasepaint – The Smell of the Crowd, Herbie Mann (1965)[5]
- A Lazy Afternoon, Harold Land (1995)
- The Christmas Album, Johnny Mathis (2002)